# Patrick Warburton
Patrick John Warburton (Paterson, 14 november 1964) is een Amerikaans film-, televisie- en stemacteur. Hij werd genomineerd voor een Annie Award voor het inspreken van zijn stem in zowel 2001 (voor The Emperor's New Groove), 2007 (voor The Emperor's New School) als 2008 (voor Bee Movie). Voor zijn 'normale' hoofdrol in The Civilization of Maxwell Bright ontving hij verschillende prijzen daadwerkelijk op filmfestivals in Beverly Hills, Boulder en New York.
Warburton maakte in 1987 zijn filmdebuut als Richard Abdee in Dragonard, hetzelfde personage dat hij ook in zijn tweede film Master of Dragonard Hill uit 1989 speelde. Hoewel hij sindsdien in nog meer dan twintig andere rollen te zien was op het witte doek, pleegde hij zijn grootste wapenfeiten elders.
Warburton speelde in meer dan 200 afleveringen van verschillende televisieseries én was te horen in meer dan 300 delen van diverse animatieseries. Zo was hij onder mee te zien als David Puddy in Seinfeld, als Jeb Denton in Less Than Perfect en als Jeff Bingham in Rules of Engagement en te horen als Buzz Lightyear in Buzz Lightyear of Star Command en in inmiddels meer dan 345 afleveringen van Family Guy als de aan een rolstoel gekluisterde Joe Swanson. Voor dezelfde personages sprak hij zijn stem in voor de avondvullende animatiefilms Buzz Lightyear of Star Command: The Adventure Begins en Family Guy Presents Stewie Griffin: The Untold Story, alsmede voor personages in meer dan tien andere geanimeerde filmtitels.
Warburton is een zoon van Barbara Lord, die tussen 1957 en 1989 zelf één- a tweemalige gastrolletjes speelde in een vijftiental televisieseries en in '59 naast Peter Falk verscheen in The Bloody Brood, als Ellie. Warburton zelf trouwde in 1991 met Cathy Jennings, met wie hij vier kinderen kreeg.

## Filmografie
*Exclusief 5+ televisiefilms
| - Better Watch Out (2016) - Joe Dirt 2: Beautiful Loser (2015) - Ted 2 (2015) - School Dance (2014) - Behaving Badly (2014) - Bad Milo! (2013) - Movie 43 (2013) - Ted (2012) - Made for Each Other (2009) - Action Hero (2009) - Get Smart's Bruce and Lloyd Out of Control (2008) - Get Smart (2008) - I'll Believe You (2007) - Underdog (2007) - Rebound (2005) - The Civilization of Maxwell Bright (2005) - The Ruining (2004) | - Bob Steel (2004) - I'd Rather Be in Philadelphia (2003) - Men in Black II (2002) - Big Trouble (2002) - Run Ronnie Run (2002) - Joe Somebody (2001) - Dirt (2001) - Camouflage (2001) - The Dish (2000) - Scream 3 (2000) - The Woman Chaser (1999) - American Strays (1996) - Dickwad (1994) - Scorchers (1991) - Master of Dragonard Hill (1989) - Dragonard (1987) |

## Televisieseries
*Exclusief eenmalige gastrollen
- A Series of Unfortunate Events - Lemony Snicket (2017-...)
- Crowded - Mike Moore (2016, dertien afleveringen)
- Rules of Engagement - Jeff Bingham (2007-2013, 100 afleveringen)
- Less Than Perfect - Jeb Denton (2003-2006, veertig afleveringen)
- 8 Simple Rules - Nick Sharpe (2002-2003, drie afleveringen)
- NewsRadio - Johnny Johnson (1998-1999, vijf afleveringen)
- Seinfeld - David Puddy (1995-1998, tien afleveringen)
- Dave's World - Eric (1994-1997, 33 afleveringen)
- Ellen - Jack (1995, drie afleveringen)
- Designing Women - Craig (1993, drie afleveringen)

## Stemrollen

### (Animatie)films
- Red Shoes and the Seven Dwarfs (2019)
- Planes: Fire & Rescue (2014)
- Mr. Peabody & Sherman (2014)
- Hoodwinked Too! Hood vs. Evil (2011)
- Space Chimps (2008)
- Bee Movie (2007)
- Happily N'Ever After (2006)
- Open Season (2006)
- The Wild (2006)
- The Emperor's New Groove 2: Kronk's New Groove (2005)
- Chicken Little (2005)
- Sky High (2005)
- Family Guy Presents Stewie Griffin: The Untold Story (2005)
- Hoodwinked! (2005)
- Home on the Range (2004)
- Kim Possible: The Secret Files (2003)
- The Emperor's New Groove (2000)
- Buzz Lightyear of Star Command: The Adventure Begins (2000)

### Animatieseries
*Exclusief eenmalige gastrollen
- Family Guy - Joe Swanson (150+ afleveringen sinds mei 1999)
- Scooby-Doo! Mystery Incorporated (2010-2013, 34 afleveringen)
- The Venture Bros. - Brock Samson (2003-2013, 54 afleveringen)
- The Emperor's New School - Kronk (2006-2008, 34 afleveringen)
- Tak & the Power of Juju - Lok (2007-2008, twaalf afleveringen)
- Kim Possible - Mr. Steve Barkin (2002-2007, 35 afleveringen)
- Bleach - Lok (2006, drie afleveringen)
- The X's - Mr. X (2005-2006, zes afleveringen)
- The Batman - Cash Tankinson (2005-2006, twee afleveringen)
- The Tick - The Tick (2001-2003, negen afleveringen)
- Buzz Lightyear of Star Command - Buzz Lightyear (2000-2001, 62 afleveringen)

### Attracties
- Star Tours – The Adventures Continue - G2-4T (stem)

- Biblioteca Nacional de España: XX4975865
- Bibliothèque nationale de France: cb15057802g (data)
- Gemeinsame Normdatei: 1162149434
- International Standard Name Identifier: 0000 0000 8084 8984
- Library of Congress Control Number: no2005007209
- Nationale Bibliotheek van Polen: a0000002092810
- Nederlandse Thesaurus van Auteursnamen: 342093002
- Virtual International Authority File: 5216309
- WorldCat: E39PBJxxfXtHPt67DG969gCbBP